# Exemplo da bola de cera
O argumento da cera ou o exemplo da bola de cera é um experimento mental que René Descartes criou na segunda de suas Meditações sobre a Primeira Filosofia . Ele o criou para analisar quais propriedades são essenciais para os corpos, mostrar quão incerto nosso conhecimento do mundo é comparado ao nosso conhecimento de nossas mentes e defender o racionalismo .  

## Experiência mental
Descartes primeiro considera todas as propriedades sensíveis de uma bola de cera, como sua forma, textura, tamanho, cor e cheiro. Ele então aponta que todas essas propriedades mudam à medida que a cera se aproxima do fogo. As únicas propriedades que necessariamente permanecem são a extensão, a mutabilidade e a mobilidade:

Vamos começar considerando as questões mais comuns, aquelas que acreditamos serem as mais claramente compreendidas, a saber, os corpos que tocamos e vemos; não realmente os corpos em geral, pois essas idéias gerais são geralmente um pouco mais confusas, mas consideremos um corpo em particular.  Tomemos, por exemplo, este pedaço de cera:  foi retirado muito recentemente da colmeia, e ainda não perdeu a doçura do mel que contém; ainda conserva um pouco do odor das flores das quais foi retirado; a sua cor, a sua figura, seu tamanho é aparente; é duro, frio, facilmente manuseado, e se você golpeá-lo com o dedo, emitirá um som.  Finalmente, todas as coisas que são necessárias para nos fazer reconhecer claramente um corpo, são atendidas nele. Mas observe que enquanto eu falo e me aproximo do fogo o que restou do sabor é exalado, o cheiro evapora, a cor se altera, a figura é destruída, o tamanho aumenta, torna-se líquido, aquece, mal se pode lidar com isso, e quando se atinge, nenhum som é emitido.  A mesma cera permanece após esta mudança?  Devemos confessar que ela permanece; ninguém julgaria de outra forma.  O que então eu sabia tão claramente neste pedaço de cera?  Certamente não poderia ser nada de tudo o que os sentidos trouxeram ao meu conhecimento, uma vez que todas essas coisas que caem sob gosto, cheiro, visão, toque e audição, são encontrados para ser mudado, e ainda a mesma cera permanece.
Talvez fosse o que eu penso agora, viz. que esta cera não era aquela doçura do mel, nem aquele aroma agradável das flores, nem aquela brancura particular, nem aquela figura, nem aquele som, mas simplesmente um corpo que um pouco antes me parecia perceptível sob essas formas, e que agora é perceptível sob outras.  Mas o que é, precisamente, que eu imagino quando formo tais concepções?  Consideremos isto atentamente e, abstraindo de tudo o que não pertence à cera, vejamos o que resta.  Certamente nada permanece exceto uma certa coisa estendida que é flexível e móvel.— René Descartes edição de 1911 Os trabalhos Filosóficos de Descartes (Cambridge University Press), tradução feita por Elizabeth S. Haldane
Essas propriedades, no entanto, não são percebidas diretamente pelos sentidos ou pela imaginação (a cera pode ser estendida e movida de mais maneiras do que se pode imaginar). Em vez de captar a essência da cera, deve-se fazê-lo através da razão pura:

Devemos, então, concluir que eu não poderia sequer entender através da imaginação o que este pedaço de cera é, e que é só a minha mente que percebe isso.— René Descartes edição de 1911 Os trabalhos Filosóficos de Descartes (Cambridge University Press), tradução feita por Elizabeth S. Haldane